# Форсаж 4
«Форса́ж 4» (англ. Fast & Furious) — американский боевик режиссёра Джастина Лина по сценарию Криса Моргана. Продолжение фильмов «Форсаж» (2001) и «Двойной форсаж» (2003), а также приквел к фильму «Тройной форсаж: Токийский дрифт» (2006) и четвёртая часть франшизы «Форсаж». Главные роли исполняют Вин Дизель в роли Доминика Торетто и Пол Уокер в роли Брайана О'Коннера, а также Мишель Родригес, Джордана Брюстер, Джон Ортис и Лаз Алонсо в ролях второго плана. В фильме Торетто и О'Коннер вынуждены объединиться, чтобы задержать наркобарона, на которого Торетто затаил личную неприязнь.
О четвёртом фильме было объявлено в июле 2007 года, и вскоре после этого было подтверждено возвращение Дизеля, Уокера, Родригес и Брюстер. Чтобы учесть отсутствие оригинального актёрского состава в любой из двух предыдущих частей, фильм был разработан так, чтобы ретконировать «Тройной форсаж: Токийский дрифт» (2006) как происходящее за пределами событий «Форсажа», в то время как короткометражный фильм «Бандиты» (2009) был спродюсирован и выпущен в том же году. Основные съёмки начались в феврале 2008 года и завершились в июле того же года в таких местах, как Лос-Анджелес и Доминиканская Республика. Лин, Морган и композитор Брайан Тайлер вернулись к своим ролям из «Токийского дрифта». «Форсаж 4» — первый фильм, в котором используется движение D-BOX.
Премьера «Форсажа 4» должна была состояться в июне 2009 года, но премьера состоялась 12 марта 2009 года в амфитеатре Гибсона в Лос-Анджелесе, а 3 апреля фильм был показан во всём мире компанией Universal Pictures. Фильм получил смешанные и отрицательные отзывы критиков, с похвалой за воссоединение оригинального состава и последовательности действий, но критика за его сценарий и сюжет. Он собрал более 360 миллионов долларов по всему миру, разрушив ожидания стать самым кассовым фильмом франшизы на тот момент и 17-м самым кассовым фильмом 2009 года. Он также собрал 72,5 миллиона долларов во всём мире за первые выходные, что сделало его самым кассовым весенним фильмом, открывшимся в прокате до выхода «Алисы в стране чудес» (2010). Продолжение, «Форсаж 5» было выпущено в апреле 2011 года.

## Сюжет
Первая сцена фильма происходит в Доминикане — похищение цистерн бензовоза на полном ходу, которое чуть не стоило Доминику и Летти жизни. Всё же проделка удалась. Но праздновать удачу, как оказалось, было не к месту: на этот раз банда хорошо засветилась и местная полиция вот-вот может их схватить. Доминик решает не рисковать на этот раз, поэтому оставляет Летти и уезжает. Через некоторое время Миа звонит ему в Панаму и сообщает, что Летти была убита. Бросая всё, Доминик летит в Лос-Анджелес, чтобы проводить её в последний путь, но даже этого сделать не может, потому что его разыскивают спецслужбы. Торетто клянётся отомстить виновникам смерти его возлюбленной. Съездив с Мией на место аварии, Доминик обнаруживает, что убийца использовал нитрометан. Найдя торговца, он выясняет, что машину с таким топливом заказывал Дэвид Парк.
Брайан О’Коннор, теперь федерал, знает, что Доминик вернулся, но не спешит его искать. Его головная боль и боль всей службы — поимка крупнейшего мексиканского наркобарона Артуро Браги. В процессе небольшого расследования О’Коннор, как и Торетто, выходит на Парка, а также встречает Мию Торетто. Через Парка Брайану и Доминику удаётся вписать свои имена в список участников заезда, устраиваемого Брагой специально для набора своих курьеров. На месте гонки Доминик и Брайан знакомятся с ещё двумя помощниками Артуро Браги: Жизель и Кампосом, его заместителем. По итогам гонки побеждает Доминик, но Брайан считает его победу нечестной и, пользуясь полномочиями федеральной службы, подбрасывает одному из отобранных ранее курьеров наркотики. Так Брайану и Доминику удаётся попасть в число курьеров Браги. В клубе Доминик находит машину убийцы: зелёный Ford Torino 1972 года. Жизель говорит Торетто, что это машина помощника Кампоса, Феникса. Всем курьерам дают задание — перевезти через границу из Мексики некий груз. В процессе перевозки Доминик Торетто специально выезжает из колонны, чтобы найти подтверждение того, что Феникс ездит на нитрометане и что он убил Летти.
Когда груз был перевезён, всех водителей вывели из машин, чтобы убить. Но Доминик, заранее предчувствуя беду, открыл баллон с азотом и нажал на прикуриватель. Это спасло ему жизнь: в суматохе Дому и Брайану удалось угнать одну из машин у Браги и Феникса, но в этой машине, как оказалось, лежал товар на 60 миллионов долларов. Брайан решает помочь ФБР поймать Брагу, но взамен те должны снять с Доминика все обвинения. Укрывшись недалеко от границы, Брайан вызывает Мию, чтобы та помогла брату с ранением. В это время выясняется ещё одна деталь про Летти — она стала сотрудничать с ФБР в надежде снять обвинения с Доминика, чтобы тот смог вернуться домой. Выясняется также, что именно Брайан заслал её в картель Браги. Попытка передать товар лично в руки Браги сорвалась: вместо настоящего Браги пришёл подставной. Отряд спецназа, ожидавший приказа О’Коннера, рано рванул с места и началась перестрелка. Только в тот момент стало ясно, что Брага и Кампос — одно лицо. ФБР отстраняет О’Коннора от расследования.
Брайан и Доминик возвращаются в Мексику и похищают Брагу из церкви. За героями начинается погоня. Единственный шанс героев выжить — это скрыться в туннелях, через которые может проехать только опытный гонщик. С другой стороны туннеля оказались только Брайан и Феникс. Подрезав О’Коннера, Феникс вышел из машины и собирался убить его, но неожиданно из туннеля появился Доминик. Он разогнался и припечатал Феникса к разбитой машине Брайана. Сам Брайан остался жив.
Брайан снова, как и в первой части, предлагает Доминику бежать, но тот отказался: ему надоело скрываться. Торетто предстал перед судом, и, несмотря на прошение Брайана и помощь Доминика в аресте Браги, суд постановил отправить его в тюрьму строгого режима Ломпак сроком на 25 лет без права на досрочное освобождение. Находясь уже в автобусе, перевозящем заключённых в тюрьму, Доминик слышит, как откуда-то сзади доносятся звуки гоночных движков. Это были Брайан, Миа Торетто и мексиканские друзья — Тего и Рико, которые решили освободить Доминика.

## В ролях
| Актёр                 | Роль                        |
| --------------------- | --------------------------- |
| Вин Дизель            | Доминик Торетто             |
| Пол Уокер             | Брайан О’Коннер             |
| Мишель Родригес       | Летти Ортис                 |
| Джордана Брюстер      | Миа Торетто                 |
| Джон Ортис            | Артуро Брага / Рамон Кампос |
| Лаз Алонсо            | Феникс Кальдерон            |
| Галь Гадот            | Жизель Яшар                 |
| Джек Конли            | Пеннинг                     |
| Шей Уигем             | агент Майкл Стасяк          |
| Лиза Лапира           | агент Софи Чинь             |
| Моник Габриела Карнен | агент ФБР                   |
| Сон Кан               | Хан Соуль-О                 |
| Тего Кальдерон        | Тего Лео                    |
| Дон Омар              | Рико Сантос                 |
| Мирта Мишель          | Кара                        |
| Грег Сайпс            | Дуайт                       |
| Брэндон Т. Джексон    | водитель BMW Алекс          |
| Роберт Миано          | двойник Браги               |

## История создания
После положительного отклика публики на эпизодическую роль Вина Дизеля в «Токийском дрифте» Universal была уверена, что эффективно перезапустит сериал с его оригинальными звездами. О фильме было объявлено в июле 2007 года, когда Дизель, Пол Уокер и несколько других актёров оригинального фильма повторили свои роли. Съёмки фильма начались 28 февраля 2008 года. 6 марта стало известно, что в картине примет участие Мишель Родригес, до этого уже участвовавшая в первой части серии. Съёмки фильма были завершены 11 декабря 2008 года.

## Приквел
Короткометражный приквел фильма «Бандиты» (англ. Los Bandoleros), был снят Вином Дизелем в Доминиканской республике летом 2008 года. В нём рассказывается о том, как встретились главные герои четвёртого «Форсажа». Короткометражка была включена в релиз фильма на лицензионных DVD.

## Критика
«Форсаж 4» получил смешанные и отрицательные отзывы критиков. На Rotten Tomatoes фильм получил рейтинг одобрения 28 % со средним баллом 4,6 из 10, основанным на 177 отзывах. Критический консенсус веб-сайта гласит: «В то время как в „Форсаже 4“ есть экшн и трюки, создатели фильма не смогли предоставить компетентную историю или убедительных персонажей». На Metacritic он набрал 46 баллов из 100 на основе 28 отзывов, что указывает на «смешанные или средние отзывы». Зрители, опрошенные CinemaScore, дали фильму оценку «A-» по шкале от A+ до F.
Лиза Шварцбаум из Entertainment Weekly поставила фильму пятерку с плюсом и написала: «Форсаж 4 — это еще не переломный момент. Но он прекрасно осознает свою ограниченную драматическую миссию… он предлагает привлекательный маршрут бегства от самомнения, язвительности и болтливости комедии о мужских отношениях». В статье для The Hollywood Reporter Кирк Ханикатт назвал его «первым настоящим продолжением группы. Воссоединив двух звезд-мужчин из оригинала и ... продолжая историю из первого фильма, этот новый фильм должен возродить франшизу». Бетси Шарки из Los Angeles Times назвала его «странным образцом ностальгии, где, без извинений, по-прежнему правят быстрые машины, а топливо сжигается с бешеной энергией». Роджер Эберт, давший положительные отзывы о предыдущих фильмах, счел сюжет, диалоги и актерскую игру поверхностными: «Я восхищаюсь вовлеченным мастерством, но фильм оставляет меня глубоко равнодушным. После трех предыдущих фильмов серии, которые были превращены в видеоигры, но зачем нам четвертый? Ой. Я только что ответил на свой вопрос».

## Продолжение
Вин Дизель и Пол Уокер воссоединились для продолжения «Форсажа» под названием Форсаж 5. Джастин Лин поставил фильм, а Крис Морган написал сценарий. Он был выпущен в апреле 2011 года.